# Франкенштайн (Саксония)
Франкенштайн (в русской исторической литературе обычно используется название Франкенштейн; нем. Frankenstein) — коммуна в Германии, в земле Саксония, входит в район Средняя Саксония в составе городского округа Эдеран.
Население составляет 1119 человек (на 31 декабря 2010 года). Занимает площадь 21,5 км².

## История
Первое упоминание о поселение относится к 1185 году.
В 1974 году Франкенштайн был преобразован в коммуны, куда также вошли деревни Харта и Вингендорф.
1 января 2012 года, после проведённых реформ, Франкенштайн и его деревни вошли в состав городского округа Эдеран, став его районами.

## Галерея

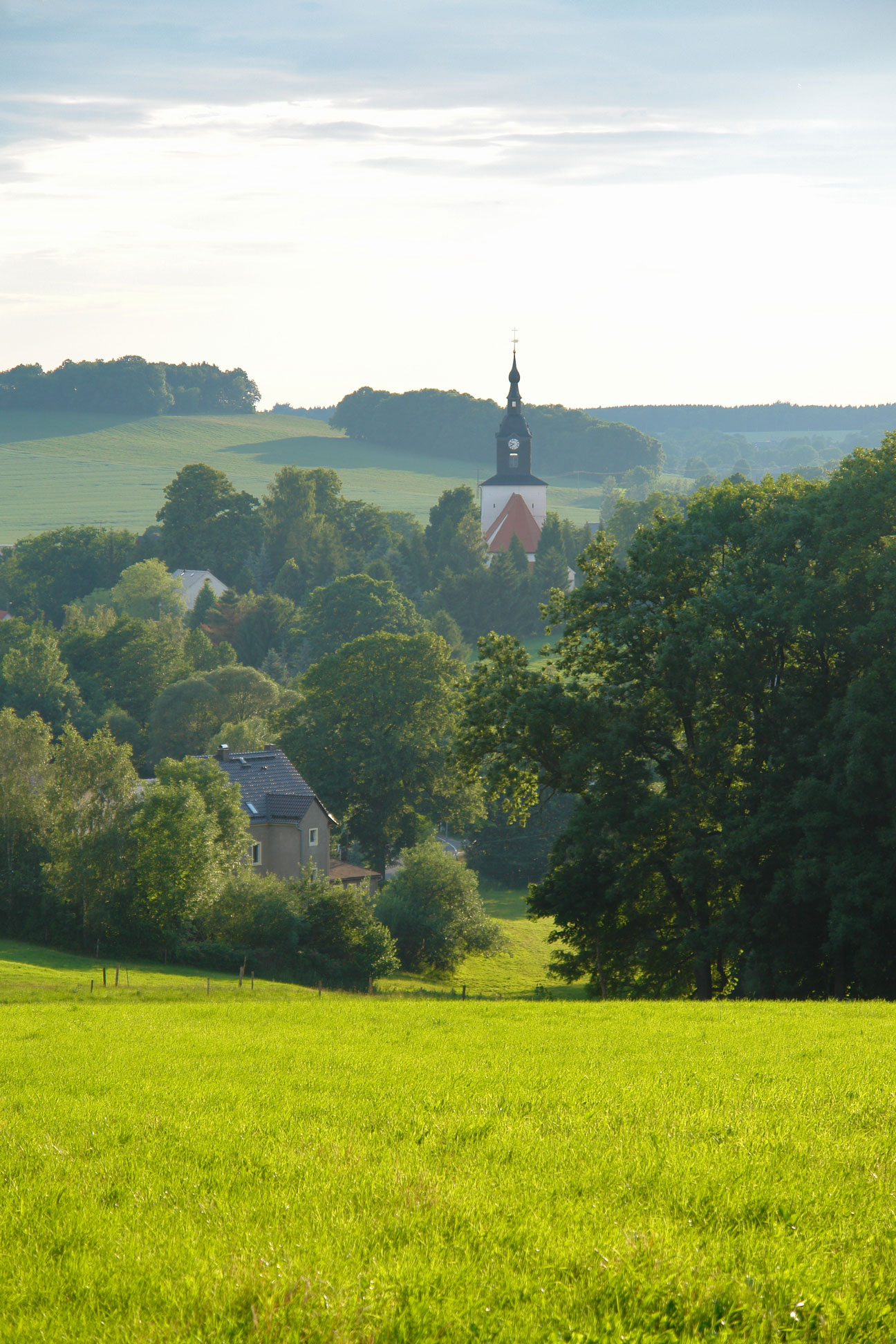
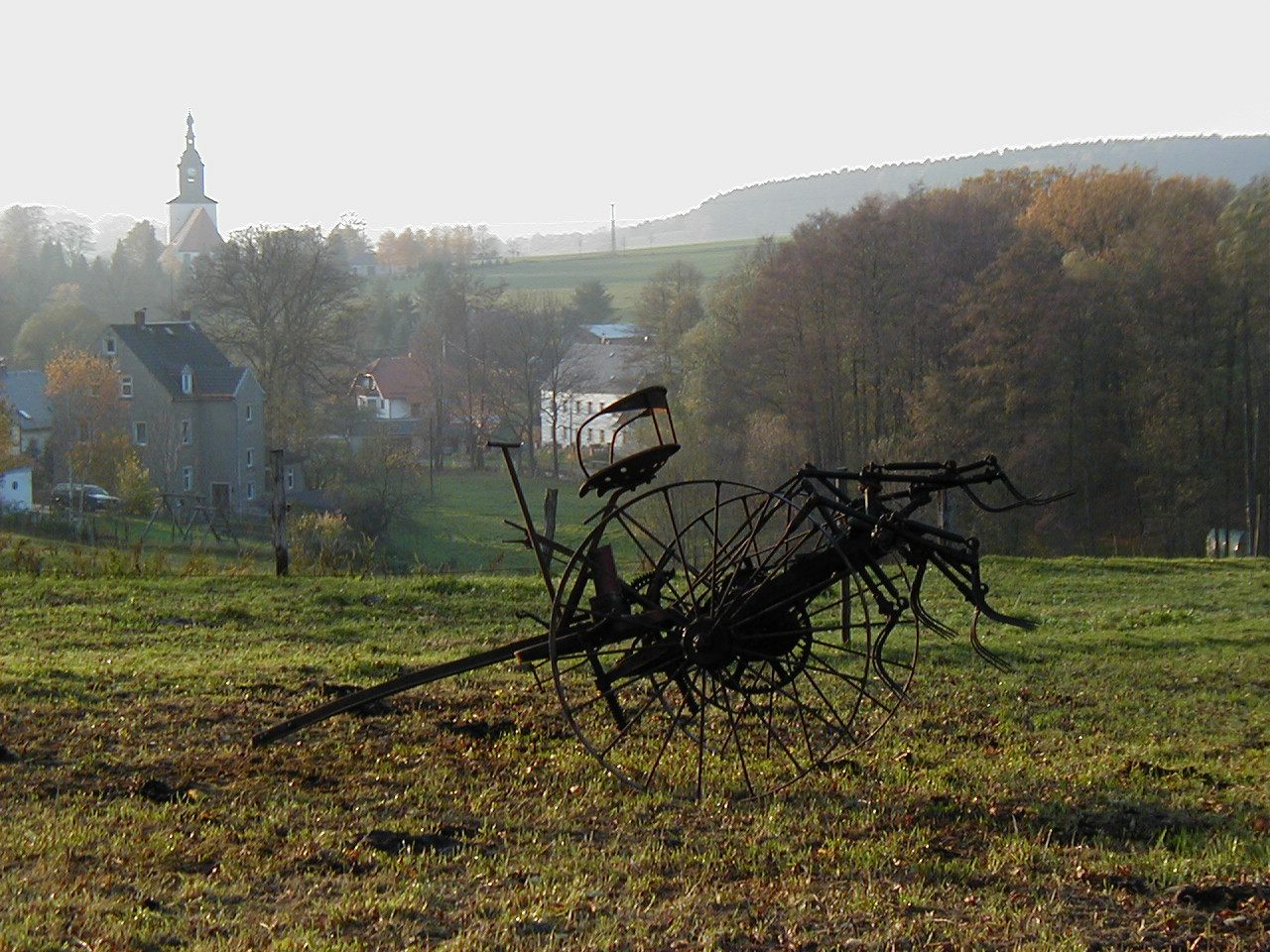
Вид на осенний Франкенштайн